# Scholastique Mukasonga

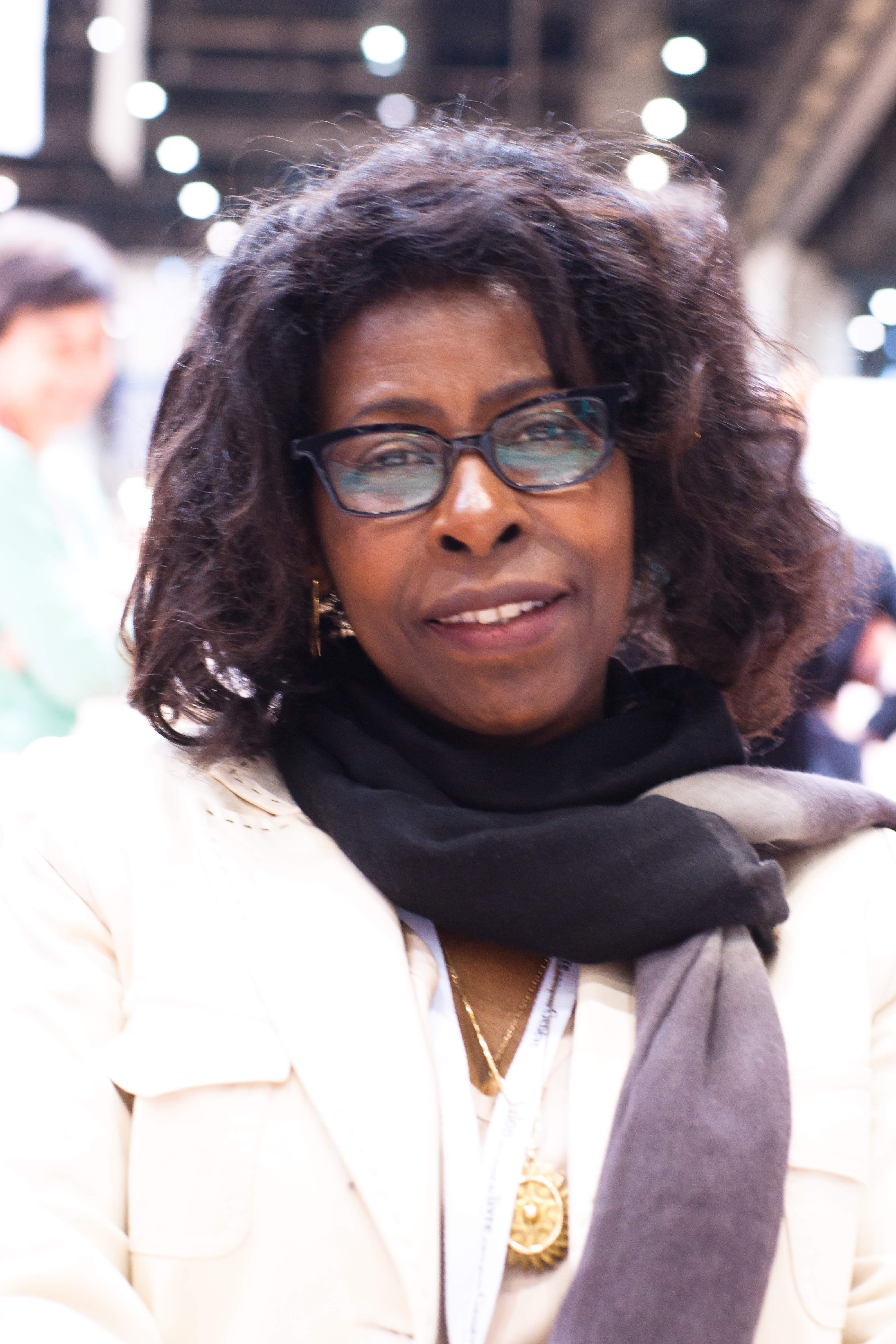
Scholastique Mukasonga

Scholastique Mukasonga (sinh năm 1956) là một tác giả người Rwanda sống ở Pháp.

## Tiểu sử
Cô sinh ra ở tỉnh Gikongoro, Rwanda, vào năm 1956. Gia đình cô sống trong một trại tị nạn vì nó đã bị trục xuất khỏi làng quê vào năm 1959, đi đến tỉnh Bugesera. Mẹ của cô, cô nàng Stefania dành sự chú ý của mình cho các con, cho phép Mukasonga vượt ra khỏi trạm ban đầu.
Mukasonga tham dự Lycée Notre-Dame-de-Citeaux, là một trong những cô gái trong hạn ngạch Tutsi. Cô nhớ lại việc bị ngược đãi ở đó vì là người Tutsi. Cô đã đến Burundi vào năm 1973, bởi vì năm đó cô đã phải chịu đựng một cuộc tấn công dưới bàn tay của các học sinh Hutu tại trường của cô. Mukasonga lần cuối nhìn thấy phần lớn gia đình của mình vào năm 1986. Điều này có nghĩa là cô không ở Rwanda trong cuộc diệt chủng Rwandan, giết chết 27 thành viên trong gia đình cô, bao gồm hầu hết các anh chị em và cha mẹ cô; một anh chị em vẫn còn sống. Bắt đầu vào năm 1992, Mukasonga sống ở Pháp, và làm việc tại Caen với tư cách là một nhân viên xã hội, và cô hiện đang sống ở Basse-Normandie.
Khi cô đến thăm Rwanda sau diệt chủng, cô thấy tài sản của gia đình mình trống rỗng, và khu vực Hutu nói với cô rằng mọi người không bao giờ sống ở đó.

### Tiểu thuyết
- 2012: Notre-Dame du Nil, Éditions Gallimard, ISBN 978-2286096137
- 2016: Cur tambour (tiểu thuyết)

### Tiểu thuyết ngắn
Bộ sưu tập
- 2014: Ce que murmurent les collines [fr]  (truyện)
- 2006: Inyenzi ou les cafards (hồi ký) [2]
  - Bản dịch tiếng Anh năm 2016 của Jordan Stump, Gián (Sách Archipelago), ISBN 978-0-914671-53-4
- 2008: La sen aux piede nus (hồi ký) - Dành riêng cho mẹ của Mukasonga [2]
  - Bản dịch tiếng Anh năm 2018 của Jordan Stump, Người đàn bà chân trần (Sách Archipelago, sắp ra mắt vào tháng 12 năm 2018) [9]
- 2010: L'Iguifou (hồi ký) [2]

### Các nghiên cứu quan trọng và đánh giá về công việc của Mukasonga
- Lucas, Julian (ngày 22 tháng 2 năm 2018). "Fatal beauty". The New York Review of Books. Quyển 65 số 3. tr. 27–29. Lucas, Julian (ngày 22 tháng 2 năm 2018). "Fatal beauty". The New York Review of Books. Quyển 65 số 3. tr. 27–29. Lucas, Julian (ngày 22 tháng 2 năm 2018). "Fatal beauty". The New York Review of Books. Quyển 65 số 3. tr. 27–29.  Đánh giá về gián và Đức Mẹ sông Nile.